# Добролюбський Костянтин Павлович
Костянти́н Па́влович Добролю́бський (17 травня 1885, с. Грачевка, Оренбурзька губернія, Російська імперіяї — 1953, Одеса, Українська РСР, СРСР) — історик, доктор історичних наук, професор, дослідник історії Франції XVIII століття.

## Життєпис
Костянтин Павлович Добролюбський народився 17 травня 1885 року у селі Грачевка Оренбурзької губернії Російської імперії у родині земського вчителя.
Після закінчення духовного училища і духовної семінарії у Оренбурзі, вчився на історико-філологічному факультеті Казанського університету у період 1906—1908 років. Згодом також вчився у: Санкт-Петербурзькому психоневрологічному інституті у період 1910—1911 років, в Цюрихському університеті у період 1911—1913 років і в Імператорському Новоросійському університеті у період 1913—1915 років. У Цюриху активно діяв у середовищі революційної російської еміграції. У 1915 році закінчив Імператорський Новоросійський університет з дипломом 1-го ступеня, із золотою медаллю за дослідження твору Г. Котошихина. Кандидатській твір «Холопство в Древней Руси» писав під керівництвом професора Володимира Крусмана та Євгена Щепкіна. Був залишений в університеті на кафедрі загальної історії для підготовки до науково-педагогічної діяльності.
З 1904 року брав участь у революційному русі, працював в Оренбурзі і Казані в підпільних марксистських групах. Влітку 1908 року був заарештований і після 8-місячної в'язниці засланий на 2 роки у місті Великий Устюг Вологодської губернії. У вересні 1911 року виїхав до Швейцарії. У 1915 році був мобілзован у російську армію. До 1920 року входив до активних діячів РСДРП (меншовиків).
У роки революції і громадянської війни перебував у Одесі, працював у гімназіях міста, військово-артилерійському училищі, а також Народному університеті. 1920 року після здачі магістерського іспиту, був вибраний Радою історико-філологічного факультету Імператорського Новоросійського університету приват-доцентом по кафедрі загальної історії. У 1920—1933 роках викладав в Одеському інституті народної освіти, а потім в Одеському інституті професійної освіти. З 1933 року працював як доцент, а потім як професор, завідувач кафедри загальної історії Одеського державного університету. 1934 державна кваліфікаційна комісія Народного Комісаріату Освіти УРСР затвердила в вченому званні професора, 17 липня 1936 — присудила вчений ступінь доктора історичних наук, без захисту дисертації.
Завідувач цієї кафедри у періоди 1934—1941 років і 1944—1953 років. У 1937—1938, 1940—1941, 1944—1953 роки був деканом історичного факультету Одеського державного університету. Читав курси історії нового часу, спеціальні курси з історії Великої французької революції, з історіографії. Був членом Обласного правління спілки Робітосвіт, у 1929 — делегат всесоюзного з'їзду цієї профспілки, був членом Бюро Секції наукових працівників, головою місткому інституту Профвідбору. Брав участь у роботі сектора нової історії Інституту історії АН СРСР, висувався кандидатом у члени-кореспонденти АН СРСР. Лектор і член Бюро секції науковців і інших професійних організацій у 1928—1933 роках.
Восени 1941 року евакуювався з Одеси і працював у Педагогічних інститутах Краснодара та Самарканда, лектором Самаркандської партійної організації, був членом міського комітету Союзу працівників вищої школи. У серпні 1944 повернувся до Одеси і відновив роботу в університеті як завідувач кафедри нової історії і декана історичного факультету у 1944—1953 роках. У листопаді 1945 року був прийнятий до лав ВКП(б). У травні 1945 року був вибраний головою Правління одеського Будинку вчених. З листопада 1946 року працював за сумісництвом завідувачем кафедри історії в Одеської обласній партійній школі, лектором Лекторію при Одеському державному університеті для молоді. Був обраний заступником голови сільськогосподарської комісії Одеської міської ради. Відповідальний редактор книги «Одеса 1794—1944 р. До 150-літнього ювілею міста-героя», для якої написав главу «Одеса під час румуно-німецької окупації».
У 1939—1941 і 1944—1947 роках обирався депутатом Одеської міської ради депутатів трудящих. Дід радянського і українського історика Добролюбського Андрія Олеговича
Костянтин Павлович Добролюбський помер в Одесі 1 лютого 1953 року.

## Науковий доробок
Мав близько 40 друкованих наукових праць, більшість з яких була присвячена історії Французької революції століття і пост революційним подіям у Франції. Вперше аналізував діяльність секцій Парижу під час термідоріанської реакції. З допомогою колекції п'єс Воронцовського фонду Наукової бібліотеки ОДУ розглянув французьку драматургію часів Великої революції. Висвітлював французьку революцію через призму марксизму, приділяючи велику увагу соціально-економічним питанням, економічним причинам термідоріанської реакції. Зробив великий внесок у дослідження Західної Європи XVIII століття.
Головний редактор колективної монографії «Одесский Университет за 75 лет» (Одеса, 1940), відповідальний редактор збірки «Труды исторического факультета Одесского Госуниверситета» (1939—1941), «Научные записки Одесского Пединститута», узяв участь у написанні «Хрестоматии по новой истории»; у збірці «Французская буржуазная революция» (під ред. Волгіна, Тарле, — Москва, 1941). Перед війною написав «Очерки по истории классовой борьбы после ІХ Термидора». Ця монографія була прийнята до друку 1941 року, але так і не була повність надрукована. Залишилися ненадрукованими праці:
- «Прусская интервенция во Франции в 1870—1871 гг.»;
- «Нариси з історії робітничого руху в Англії 1760-х рр.»;
- «Цензовая конституция 1795 г. и борьба парижских секций против фруктидорских декретов»;
- «Г. Бабеф и термидорианская реакция»;
- «История Директории во Франции (1795—1799)».

### Наукові праці
- Термидорианская реакция: общественное настроение в Париже во время Термидорианской реакции по наблюдениям немцев-очевидцев// Историк-марксист. 1926. № 1;
- Е. Н. Щепкин как историк// Памяти Щепкина. — Одесса, 1927;
- Экономическая политика Кольбера// Исторический журнал.1928 № 10;
- Экономическая политика термидорианской реакции. — М.-Л., 1930;
- Жіноцтво паризьких околиць і преріальське повсятання 1795 р.// Прапор марксизму, № 1930;
- Классовая борьба в парижских секциях в первые месяцы после 9-го термидора// Классовая борьба во Франции в эпоху Великой Французской революции — М.-Л. 1931;
- Истфак Одесского университета // Историк — марксист. — 1936. — № 2;
- К истории прериальского восстания в 1795 г.// Историк-марксист. — № 2, 1938;
- Революция 10/VIII-1792 г., Коммуна 10/VIII и Законодательное Собрание; Ближайшие следствия революции 10/VIII-1792 г.// Французская буржуазная революция в 1789—1794. — М., 1941;
- Учредительное собрание, Законодательное собрание; Директория; Консульство и империя Наполеона// Статьи в БСЭ, — Т.58. — М.;
- Конституція Французької республіки 1795 р.// Наукові записки Львівського університету. Серія: історія. 1946. Т.1. Вип.2;
- Термидор. Очерки по истории классовой борьбы во Франции в 1794—1795 гг. — Одесса, 1949;
- Одесса. Очерк истории города героя. — Одесса, 1957. (у співавторстві);
- Театр в эпоху термидора// Исторические этюды о Французской революции. Памяти В. М. Далина. — М., 1998

## Нагороди
- Орден «Знак Пошани»
- Медаль  «За доблесну працю у Великій Вітчизняній війні 1941—1945 рр.».
- Знак «Відмінник народної освіти УРСР»